# Gérard Calvet
Gérard Calvet (Bordeaux, 18 novembre 1927 – Carpentras, 28 febbraio 2008) è stato un abate francese.

Stemma abbadiale di Gérard Calvet. Il motto sottostante è
Per te Virgo

Appartenente all'Ordine di San Benedetto, fu il fondatore e il primo abate dell'abbazia di Sainte-Madeleine du Barroux.

## Biografia
Gérard Calvet nacque in una famiglia di Bordeaux assai nota per la produzione e il commercio del vino. La sua educazione ebbe inizio presso un istituto di Gesuiti, poi il giovane Gérard entrò nel 1940 nell’École des Roches, a Maslacq, dalla quale uscì sette anni dopo. Durante questi anni Gérard ebbe come insegnante e mentore André Charlier, che esercitò una spiccata influenza sulla sua già definita vocazione spirituale.
Dopo il servizio di leva in Marocco nel 1950, entrò nel monastero di Madiran e quindi nell'Abbazia di Nostra Signora di Tournay, dove pronunciò i voti nel 1951 e nel 1954, per essere poi ordinato sacerdote nel 1956.

### Una scelta di vita nella continuità storica
Cominciò allora per lui un importante periodo di meditazione e un lungo viaggio in Brasile presso le Missioni della Fondazione di Tournay, in qualità di padre confessore dei sacerdoti missionari.

Gérard Calvet maturò in quegli anni una particolare sensibilità e affinità con lo spirito benedettino originario e con una concezione a-temporale della liturgia che esprimeva la continuità e l'unità della Chiesa attraverso il mantenimento non tradizionalista ma "storico" delle forme liturgiche e delle regole di vita, e quindi anche dei loro contenuti evangelici.
L'adozione della Regola benedettina originaria, del canto gregoriano e dell'uso della lingua latina nelle funzioni religiose non era quindi per lui una forma conservatrice in antitesi all'innovazione, bensì l'affermazione e la testimonianza della continuità della fede e delle sue liturgie lungo i secoli.
Tali concezioni, però, lo ponevano in contrasto, seppur inizialmente benevolo,  con quanto il Concilio Vaticano II aveva deliberato in materia.

Tornato in Francia, non si sentì in sintonia con le innovazioni conciliari e nel 1970, con il permesso del suo abate, lasciò l'abbazia di Tournay e si ritirò inizialmente per un breve periodo nell'abbazia di Fontgombault e nella certosa di Montrieux, per dedicarsi infine a vita eremitica a Montmorin, nelle Alpi. Ma il sogno di una vita comunitaria secondo le regole del monachesimo tradizionale e dei riti tridentini lo indusse a costruirsi un cenobio tutto suo coinvolgendo giovani monaci che aderivano alla sua visione della vita religiosa.

### Il primo cenobio presso la cappella di Santa Maria Maddalena a Bédoin
Uomo, e monaco, di indubbio carisma, di profonda cultura e sensibilità umana, trovò ben presto dei seguaci e stabilì la sede della sua prima "abbazia" in alcuni locali abbandonati presso la cappella di Santa Maria Maddalena di Bédoin.
I postulanti aumentarono e nel 1971 erano già 11, ciò che gli valse l'approvazione del suo abate di Tournay e l'incoraggiamento a continuare e a fondare una nuova comunità. La Cappella riprese vita, la gente del luogo gradì la presenza dei monaci, la messa cantata in gregoriano e l'ufficio in latino. Con le sole elemosine e l'aiuto di varie persone (ivi compreso un reggimento della Legione straniera di stanza nei pressi che si mise a disposizione per i lavori di pavimentazione del chiostro), padre Gérard restaurò i vecchi locali (stalle e rimesse agricole abbandonate), creando celle per i monaci e piccoli locali accessori.

### L'avvicinamento a Mons. Lefebvre
Aderì al movimento "Una voce", che propugnava un ritorno alle liturgie canore medioevali e all'uso del latino, e nel 1974 si legò al vescovo Marcel Lefebvre che lo sosteneva nei suoi intendimenti. Il legame con Lefebvre, però, riguardò solamente le questioni liturgiche e non la politica antivaticana del vescovo tradizionalista. Ciononostante, poiché monsignor Lefebvre (a quel tempo già diffidato da papa Paolo VI e poi sospeso a divinis nel 1976 ) aveva ordinato sacerdoti alcuni monaci della comunità del padre Gérard, il suo abate di Tournay, messo davanti al fatto compiuto, si dissociò da lui, generando così un dissidio con la Santa Sede, e in particolare con la romana "Congregazione per gli istituti di vita consacrata e per le società di vita apostolica", che sarebbe durato quindici anni.
Infatti già l'anno seguente, 1975, a seguito di un irrigidimento delle due parti, la Santa Sede escluse il cenobio di padre Gérard dalla comunità sublacense. Padre Gérard iniziò così un lungo colloquio con Roma per tentare il riavvicinamento ed un progressivo distacco da mons. Lefebvre.

### La nascita della grande abbazia a Le Barroux
Nel 1977 i piccoli spazi della cappella della Madeleine presso Bédoin non bastavano più ed era impossibile un ampliamento del cenobio, poiché la cappella era da tempo monumento nazionale. Si cercò quindi un luogo non lontano per edificare una vera abbazia. Padre Calvet trovò un terreno nel paese di Le Barroux, a pochi chilometri, e riuscì ad acquistarlo. Poi percorse la Francia in lungo e in largo raccogliendo donazioni ed elemosine finché, nel 1980, fu posta la prima pietra della nuova abbazia, mentre gli stessi monaci si trasformarono in muratori.
In breve tempo un primo embrionale alloggio fu completato e, a Natale del 1980, tutta la piccola comunità lasciò la Cappella della Madeleine di Bédoin per trasferirsi a Le Barroux.

### La riconciliazione con la Santa Sede
Il definitivo distacco da Lefebvre avvenne nel 1988, quando papa Giovanni Paolo II fu costretto a scomunicare Lefebvre. Padre Gérard, allora, inviò una lettera di supplica al Pontefice affinché regolarizzasse la posizione della comunità, in quanto Lefebvre aveva ordinato in essa diversi sacerdoti dal 1976 al 1987, e si rimise senza condizioni alle decisioni della Santa Sede. Alla fine dello stesso anno il cardinale Ratzinger, prefetto della "Congregazione per la dottrina della fede", accordò all'abbazia benedettina di Le Barroux lo statuto canonico e dopo pochi mesi (1989) fece emettere il decreto di erezione del monastero di Santa Maddalena del Barroux nominando padre Gérard Calvet Primo Abate.

Il cardinale Mayer, che si era adoperato molto per sanare la situazione, benedisse ufficialmente l'abbazia.

### Gli ultimi anni
Nel 2003 Gérard Calvet si dimise per ragioni di salute e lasciò il ruolo di abate ad un confratello. Cinque anni dopo morì in seguito a un ictus e fu sepolto nella Chiesa dell'abbazia, dietro l'altare maggiore.
In rappresentanza della Santa Sede, ai funerali di Padre Calvet era presente mons. Perl con una lettera di papa Benedetto XVI nella quale il Pontefice rendeva grazie all'abate Calvet «per le sue attenzioni verso la bellezza della liturgia latina»

### Il lascito spirituale
Gérard Calvet lascia una considerevole, fondamentale eredità culturale e spirituale che, a partire da scelte e convinzioni solo apparentemente formali sulla liturgia e sulla vita monastica, dischiude una visione autenticamente storica della contemporaneità e dell'evoluzione dei costumi nei rapporti con le pratiche di fede. Essa ha indotto molti a riflettere sull'importanza dei valori della continuità in materia di liturgia, a fronte di pulsioni troppo superficialmente "innovatrici", e sullo stesso concetto di "innovazione". Quest'ultimo, rapportato all'attività religiosa o anche più semplicemente spirituale, deve essere vissuto solo come elemento transeunte di un continuum meta-storico che si esprime nel rito e nella liturgia, luoghi al tempo stesso spirituali e fisici dove la fede degli uomini può concretarsi ed essere trasmessa nella comunità, di generazione in generazione.

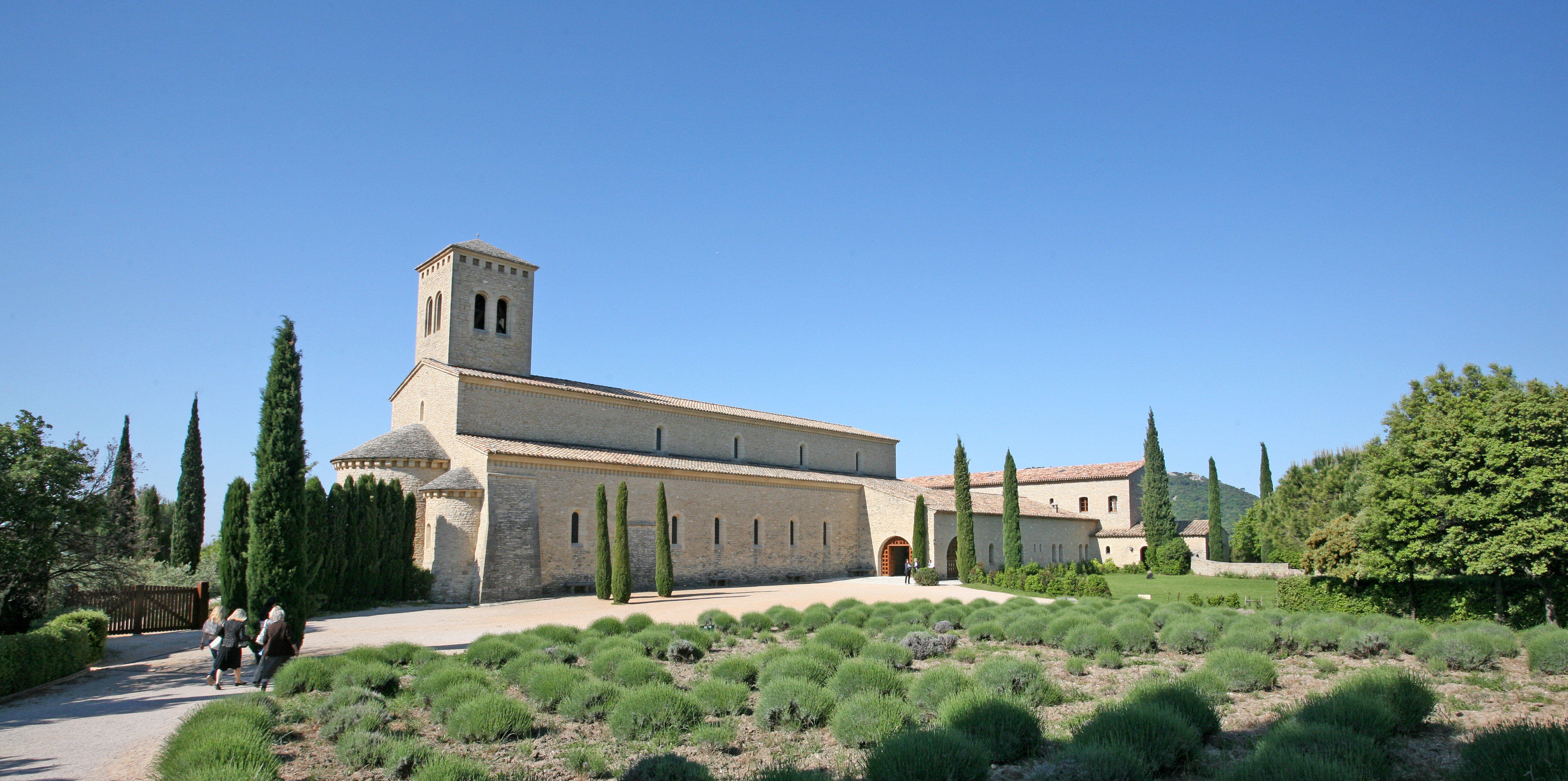
L'abbazia di Santa Maddalena del Barroux

## Opere
- 1979 - L'Église face aux nations, Edizioni «Cahiers du présent», Castres
- 1982 - La Sainte Liturgie, con lo pseudonimo di «un moine bénédictin», Edizioni Sainte-Madeleine - ISBN 978-2906972018
- 1988 - Dom Gérard et l'aventure monastique, in collaborazione con Marc Dem, Edizioni Plon, Parigi - ISBN 2-259-01892-0
- 2000 - Une règle de vie, pseudonimo «un moine bénédictin», Edizioni Sainte-Madeleine
- 2004 - Le Chant des psaumes, pseudonimo «un moine bénédictin», Edizioni Sainte-Madeleine - ISBN 2-906972-44-4
- 2005 - Demain la Chrétienté, prefazione di Gustave Thibon e postfazione di Bernard Antony, Edizioni Sainte-Madeleine - ISBN 978-2906972476
- 2005 - Quatre bienfaits de la liturgie, pseudonimo «un moine bénédictin», Edizioni Sainte-Madeleine - ISBN 978-2906972162
- 2007 - Catéchisme des Anges, Edizioni Sainte-Madeleine, - ISBN 978-2906972599